# Jevhen Kryvošejcev
Jevhen Jurijovyč Kryvošejcev (ukrajinsky Євген Юрійович Кривошейцев, * 11. srpna 1969 Oděsa) je bývalý ukrajinský reprezentant v ledolezení a ve sportovním lezení. Mistr světa v ledolezení (obtížnost i rychlost) a vicemistr světa ve sportovním lezení (rychlost). Mistr sportu Ukrajiny.
Vítěz v celkovém hodnocení světového poháru v ledolezení (obtížnost). Na světovém poháru ve sportovním lezení získal v celkovém hodnocení stříbro (rychlost) a bronz (obtížnost), v roce 1998 zvítězil v kombinaci disciplín.

## Výkony a ocenění
- 1997: vicemistr světa ve sportovním lezení
- 1998: vítěz celkového hodnocení světového poháru ve sportovním lezení
- 2002: mistr světa v ledolezení
- 2003: mistr světa v ledolezení
- 2005: mistr světa v ledolezení
- 2007: mistr světa a vítěz celkového hodnocení světového poháru v ledolezení
- mistr sportu Ukrajiny v horolezectví[1]

### Závodní výsledky
ledolezení
| Mistrovství světa v ledolezení | Mistrovství světa v ledolezení | Mistrovství světa v ledolezení | Mistrovství světa v ledolezení | Mistrovství světa v ledolezení | Mistrovství světa v ledolezení | Mistrovství světa v ledolezení | Mistrovství světa v ledolezení |
| Rok                            | 2002                           | 2003                           | 2004                           | 2005                           | 2007                           | 2009                           | 2011                           |
| ------------------------------ | ------------------------------ | ------------------------------ | ------------------------------ | ------------------------------ | ------------------------------ | ------------------------------ | ------------------------------ |
| Obtížnost                      | 1                              | 1                              | 2                              | —                              | 1                              |                                | 3                              |
| Rychlost                       | 2                              | 2                              | —                              | 1                              | —                              |                                | —                              |

| Světový pohár v ledolezení | Světový pohár v ledolezení | Světový pohár v ledolezení | Světový pohár v ledolezení | Světový pohár v ledolezení | Světový pohár v ledolezení | Světový pohár v ledolezení | Světový pohár v ledolezení | Světový pohár v ledolezení | Světový pohár v ledolezení | Světový pohár v ledolezení | Světový pohár v ledolezení | Světový pohár v ledolezení | Světový pohár v ledolezení | Světový pohár v ledolezení | Světový pohár v ledolezení |
| Rok                        | 2002                       | 2003                       | 2004                       | 2005                       | 2006                       | 2007                       | 2008                       | 2009                       | 2010                       | 2011                       | 2012                       | 2013                       | 2014                       | 2015                       | 2016                       |
| -------------------------- | -------------------------- | -------------------------- | -------------------------- | -------------------------- | -------------------------- | -------------------------- | -------------------------- | -------------------------- | -------------------------- | -------------------------- | -------------------------- | -------------------------- | -------------------------- | -------------------------- | -------------------------- |
| Obtížnost                  | ?                          | ?                          | nehodnotilo se             | nehodnotilo se             | 4                          | 1                          | 3                          | 4                          | 11                         | 7                          | 22                         | 10-11                      | 12                         | 16-17                      | 45-47                      |
| jednotlivě* (6/4/2)        | ?,,? · ,,?                 | ?,?, · ,                   | Stříbrná medaile           | ?                          | 7,4,7, · ,                 | 6, · ,                     | 19, · ,                    | 9, 5,5                     | -,5, 11,10                 | -,6, · ,13                 | -,7, 20,25,-               | -,16, 7,8,-                | -,15, 6,8,-                | -,-,4, 12,11,-             | -,-, -,23                  |
|                            |                            |                            |                            |                            |                            |                            |                            |                            |                            |                            |                            |                            |                            |                            |                            |
| Rychlost                   | ?                          | ?                          | nehodnotilo se             | nehodnotilo se             |                            |                            |                            |                            |                            |                            |                            |                            |                            |                            |                            |
| jednotlivě*                | , · ?,                     | ?,,?                       | ?                          | Zlatá medaile              |                            |                            |                            |                            |                            |                            |                            |                            |                            |                            |                            |

* poznámka: napravo jsou poslední závody v roce
sportovní lezení
| Mistrovství světa ve sportovním lezení | Mistrovství světa ve sportovním lezení | Mistrovství světa ve sportovním lezení |
| Rok                                    | 1993                                   | 1997                                   |
| -------------------------------------- | -------------------------------------- | -------------------------------------- |
| Rychlost                               | 3                                      | 2                                      |

| Světový pohár ve sportovním lezení | Světový pohár ve sportovním lezení | Světový pohár ve sportovním lezení | Světový pohár ve sportovním lezení | Světový pohár ve sportovním lezení | Světový pohár ve sportovním lezení | Světový pohár ve sportovním lezení | Světový pohár ve sportovním lezení | Světový pohár ve sportovním lezení | Světový pohár ve sportovním lezení | Světový pohár ve sportovním lezení | Světový pohár ve sportovním lezení | Světový pohár ve sportovním lezení | Světový pohár ve sportovním lezení |
| Rok                                | 1993                               | 1994                               | 1995                               | 1996                               | 1997                               | 1998                               | 1999                               | 2000                               | 2001                               | 2002                               | 2003                               | 2004                               | 2005                               |
| ---------------------------------- | ---------------------------------- | ---------------------------------- | ---------------------------------- | ---------------------------------- | ---------------------------------- | ---------------------------------- | ---------------------------------- | ---------------------------------- | ---------------------------------- | ---------------------------------- | ---------------------------------- | ---------------------------------- | ---------------------------------- |
| Obtížnost                          | 0                                  | x                                  | x                                  | x                                  | x                                  | 3                                  | x                                  | x                                  | x                                  | x                                  | x                                  | x                                  | x                                  |
| jednotlivě*                        | ,45,69,33,42,                      | x                                  | x                                  | x                                  | x                                  | Stříbrná medaile                   | Stříbrná medaile                   | x                                  | x                                  | x                                  | x                                  | x                                  | x                                  |
|                                    |                                    |                                    |                                    |                                    |                                    |                                    |                                    |                                    |                                    |                                    |                                    |                                    |                                    |
| Rychlost                           | 2                                  | nezávodilo se                      | nezávodilo se                      | nezávodilo se                      | nezávodilo se                      | 5                                  | x                                  | x                                  | —                                  | x                                  | x                                  | —                                  | —                                  |
| jednotlivě*                        | ,                                  | nezávodilo se                      | nezávodilo se                      | nezávodilo se                      | nezávodilo se                      | x                                  | x                                  | x                                  | —                                  | x                                  | x                                  | —                                  | —                                  |
|                                    |                                    |                                    |                                    |                                    |                                    |                                    |                                    |                                    |                                    |                                    |                                    |                                    |                                    |
| Bouldering                         | nezávodilo se                      | nezávodilo se                      | nezávodilo se                      | nezávodilo se                      | nezávodilo se                      | nezávodilo se                      | —                                  | x                                  | x                                  | x                                  | x                                  | —                                  | —                                  |
| jednotlivě*                        | nezávodilo se                      | nezávodilo se                      | nezávodilo se                      | nezávodilo se                      | nezávodilo se                      | nezávodilo se                      | —                                  | x                                  | x                                  | x                                  | x                                  | —                                  | —                                  |
|                                    |                                    |                                    |                                    |                                    |                                    |                                    |                                    |                                    |                                    |                                    |                                    |                                    |                                    |
| Kombinace                          | —                                  | nezávodilo se                      | nezávodilo se                      | nezávodilo se                      | nezávodilo se                      | 1                                  | x                                  | x                                  | x                                  | x                                  | x                                  | —                                  | —                                  |

* poznámka: nalevo jsou poslední závody v roce
| Mistrovství Ukrajiny ve sportovním lezení | Mistrovství Ukrajiny ve sportovním lezení |
| Rok                                       | 2005                                      |
| ----------------------------------------- | ----------------------------------------- |
| Obtížnost                                 | 3                                         |